# Hasparren
Hasparren – miejscowość i gmina we Francji, w regionie Nowa Akwitania, w departamencie Pireneje Atlantyckie.
Według danych na rok 1990 gminę zamieszkiwało 5399 osób, a gęstość zaludnienia wynosiła 70 osób/km² (wśród 2290 gmin Akwitanii Hasparren plasuje się na 76. miejscu pod względem liczby ludności, natomiast pod względem powierzchni na miejscu 59.).